# 泰爾諾瓦 (丘胡伊夫區)
49°49′10″N 36°26′14″E / 49.81944°N 36.43722°E
泰爾諾瓦（烏克蘭語：Тернова）是位於烏克蘭東部的村莊，由哈爾科夫州丘胡伊夫区的新波克羅夫卡市鎮負責管轄。該村始建於1695年，面積3.83平方公里，海拔高度92米，2001年人口3,091，人口密度每平方公里807.1人。